# Liuwe Tamminga
Liuwe Tamminga, né le 25 septembre 1953 à Hemelum et mort le 29 avril 2021 à Bologne, est un organiste, claveciniste et musicologue néerlandais, célèbre pour ses interprétations de la musique ancienne italienne.

## Biographie

### Formation et carrière
Liuwe Tamminga reçoit sa formation au Conservatoire de Groningue, où il obtient son diplôme en 1977 dans la classe de Wim van Beek ; il se perfectionne à Paris avec André Isoir et Jean Langlais et conclut ses études en Italie, sous la direction de Luigi Ferdinando Tagliavini.
À partir de 1982, Liuwe Tamminga est organiste des orgues historiques de Lorenzo da Prato (1471-1475) et Baldassarre Malamini (1596) dans la basilique de San Petronio de Bologne, en collaboration avec Luigi Ferdinando Tagliavini.
Ses interprétations de la musique de la renaissance et du baroque, en particulier italienne, lui ont valu les louanges de la critique spécialisée, ainsi que plusieurs prix. Il donne des concerts partout dans le monde et en tant que conférencier, il présente des classes de maître dans les institutions les plus importantes (l'Académie de l'orgue italien de Pistoia, les cours d'été de Haarlem, Boston, etc.). Il coopère avec les autres spécialistes dans le domaine, tels que Frans Brüggen, Bruce Dickey, Sergio Vartolo et avec des ensembles tels que le Concerto Palatino, ou Odhecaton.
Liuwe Tamminga contribue à l'exploitation et à la redécouverte des auteurs peu connus, comme Florentio Maschera et en tant que musicologue, il a édité les éditions des œuvres de Marco Antonio Cavazzoni, Jacques Buus, Giovanni Pierluigi da Palestrina, Giovanni de Macque et d'autres auteurs.
Il est le conservateur du Musée de San Colombano – collection Tagliavini, créé à Bologne en 2010, qui se compose d'une collection unique en valeur et en nombre de pièces, notamment des clavicordes, des arpicordos, des orgues, des clavecins, des épinettes, des pianos, des instruments mécaniques, en plus d'instruments à vent et populaire fabriqués entre les XVIe et XIXe siècles.

## Discographie

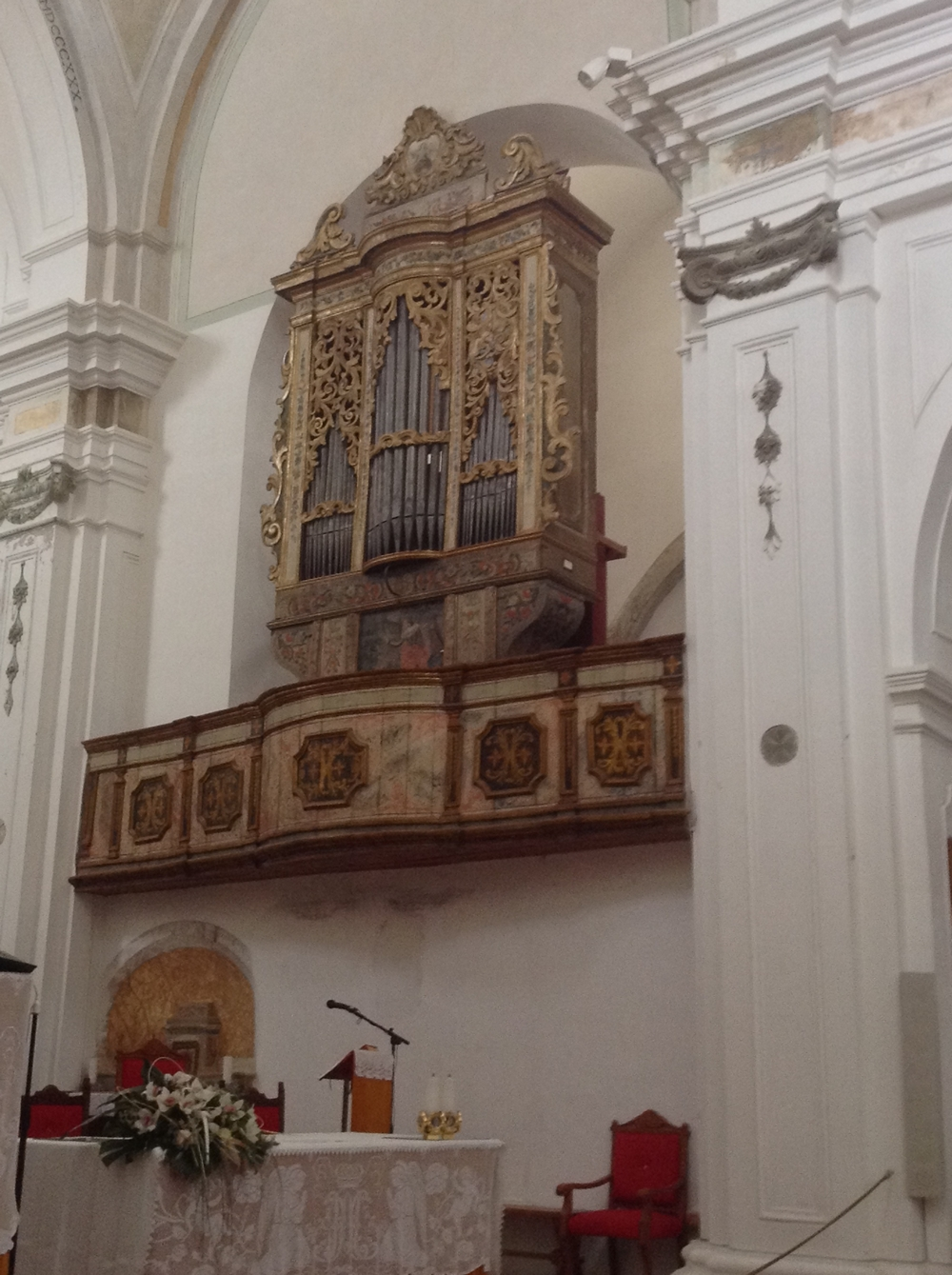
Orgue de l'église de Miglionico.

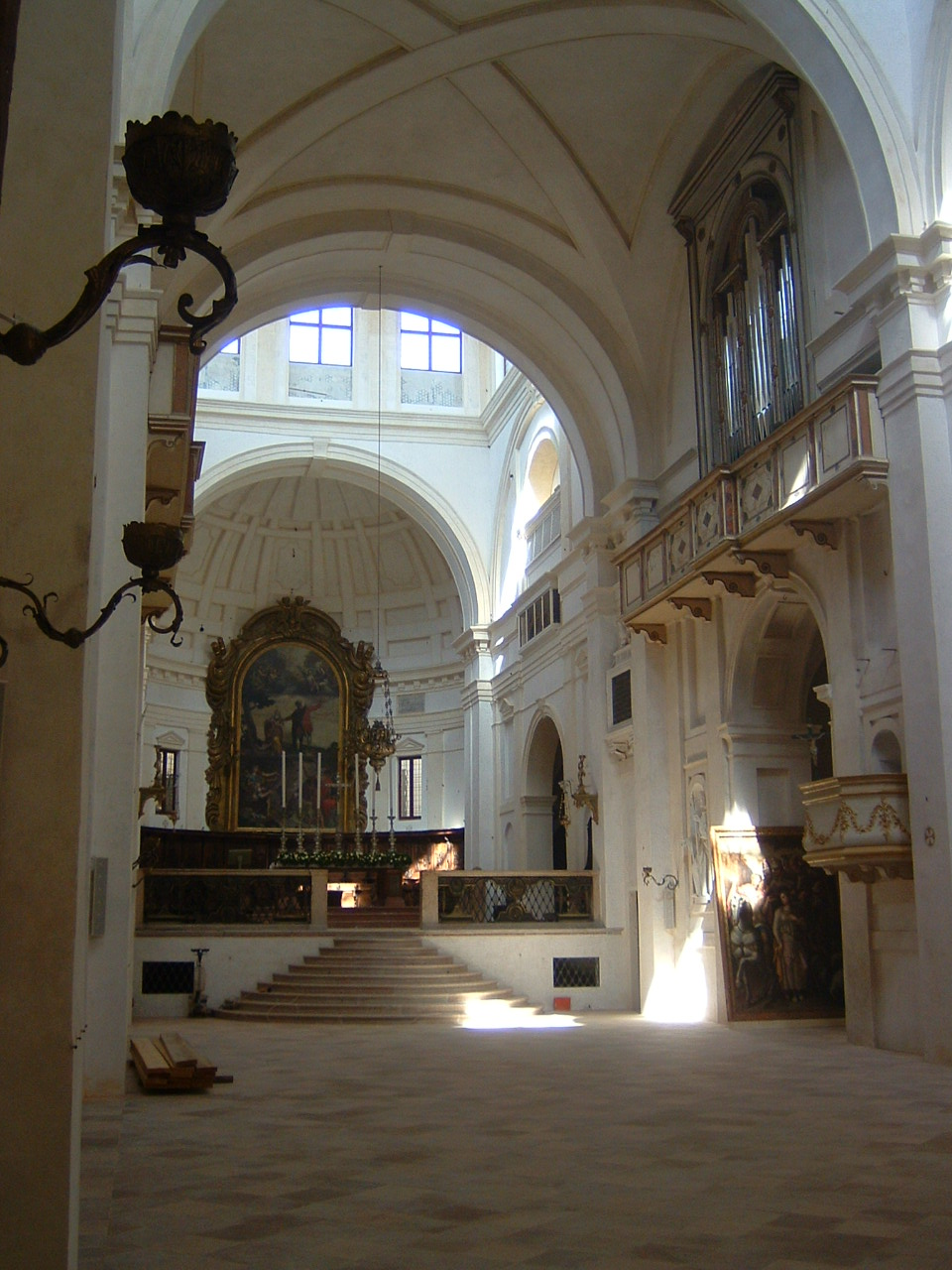
Orgue de Santa Barbara de Mantoue.

- 1991 - Andrea et Giovanni Gabrieli - Liuwe Tamminga et Luigi Ferdinando Tagliavini, orgues de La Basilique de San Petronio (1990, Tactus)
- 1991 - Maestri Padani e Fiamminghi - Liuwe Tamminga et Luigi Ferdinando Tagliavini, orgues de La Basilique de San Petronio (3/10 mars 1990, Tactus) (OCLC 826035605) — Œuvres de Giovanni de Macque, Adriano Banchieri, Marco Antonio Cavazzoni, Girolamo Cavazzoni, Domenico Maria Ferrabosco, Girolamo Frescobaldi, Ercole Pasquini et Tarquinio Merula.
- 1991 - les Maîtres de la vallée du Pô et Flamands. Orgues historiques de la Basilique de San Petronio (Tactus)
- 1995 - Musica Nova, accomodata per cantar et sonar sopra organi et altri stromenti, Venise 1540 - orgue Lorenzo da Prato (mai 1995, Tactus TC540001) (OCLC 659127373) — Œuvres de Giulio Segni, Adrian Willaert, Hieronimo Parbosco.
- 1997 - Giovanni Pierluigi da Palestrina, Giovanni de Macque. Œuvres pour orgue - orgue Lorenzo da Prato de La Basilique de San Petronio (1996, Accent ACC96115)[5]
- 1998 - Girolamo Frescobaldi, Toccate d'intavolatura di cimbalo et organo (1637) [sélection] (décembre 1996, Accent ACC96120) (OCLC 658768688)
- 1998 - Ricercari. L'art du ricercar au 16e siècle en Italie - orgues Lorenzo da Prato 1471-1475 et G. Battista Facchetti 1534, de la Basilique de San Petronio (novembre 1997, Accent) (OCLC 654479929) — Œuvres de Annibale Padovano, Luzzasco Luzzaschi, Jacques Buus, Rocco Rodio, Andrea Gabrieli, Giovanni Battista Conforti et Jacques Brumel.
- 1999 - Les orgues Willem Hermans de Pistoia et de Collescipoli (Accent ACC98129)
- 2000 - Les anciens orgues de l'Apennin de Bologne (Tactus)
- 2003 - La Basilicate. Un voyage musical dans les provinces de Naples - orgues de la basilique de Matera ; de l'église Madre Santa Maria Maggiore de Miglionico ; de l'église del convento di Sant'Antonio de Salandra (28-29 octobre 2001, Accent) (OCLC 54036853)
- 2004 - Marco Antonio Cavazzoni, L'Œuvre pour orgue (avec l'Accent)
- 2005 - Girolamo Frescobaldi, Fantaisie (1608) Canzoni (1615) (Accent ACC24169)[6]
- 2006 - Mozart sur orgue italien (Accent)
- 2006 - Les anciens orgues de l'Apennin de Modène (Tactus) (OCLC 144709679)
- 2008 - Islas Canarias. Orgues historiques des Îles Canaries (2007, Accent) (OCLC 780441438)
- 2008 - Florentio Maschera, Libro primo de canzoni da sonare (Passacaille)
- 2008 - Puccini, l'organiste - orgues de San Pietro Somaldi de Lucques, et San Lorenzo de Farneta (septembre 2008, Passacaille) (OCLC 637150950) — Première mondiale
- 2010 - Girolamo Frescobaldi, Ricercares (1615) (Passacaille)
- 2011 - Il Ballo di Mantova. La musique d'orgue dans les s. Barbara, Mantoue - orgue de la Basilique palatine Santa Barbara de Mantoue ; avec Fabio Tricomi, violon (novembre 2008, Accent) (OCLC 823870419)
- 2012 - Girolamo Frescobaldi, Caprices (1624) (Passacaille)
- 2012 - Giovanni Gabrieli, Canzoni (Passacaille)
- 2013 - La Tarantella nel Salento (Accent)
- 2014 - Verdi l'organiste (Passacaille)

## Publications
- (nl) Orgellitteratuur bij het Liedboek voor de Kerken, Baarn Bosch & van Keuning, 1983
- (de) Italienische Meister um 1600: 5 Stücke für zwei Orgeln, Doblinger, 1988
- (it) Musica Nova Ricercari (Venise 1540), Andromeda editrice, 2001
- (it) Giovanni de Macque Opere per tastiera - Vol. I Capricci-Stravaganze-Canzoni etc., Andromeda editrice, 2002
- (it) Giovanni Pierluigi da Palestrina Ricercari sugli otto toni, Thesaurum absconditum, Andromeda editrice, 2003
- (it) Jacques Buus Intabolatura d'Organo di Ricercari (Venise 1549), Arnaldo Forni, 2004
- (it) Marco Antonio Cavazzoni Recerchari Motetti Canzoni (Venise 1523), Il Levante Libreria, 2008

## Prix et récompenses
- 1979 - Premier prix d'interprétation (Conservatoire d'Orsay)
- 1980 - Premier prix du concours national d'improvisation d'orgue (Pays-Bas)
- 1981 - Deuxième prix d'improvisation (Conservatoire d'Orsay)
- 1982 - Prix d'excellence (Conservatoire de Groningue)
- 1991 - Choc de la musique, Prix international Antonio Vivaldi de la Fondation Cini à Venise
- 1997 - Choc de la musique
- 2004 - Miglionico (Basilicate), médaille d'or de Notre-Dame de Porticella 2003
- 2005 - Preis der Deutschen Schallplatenkritik
- 2006 - Preis der Deutschen Schallplatenkritik